# Elliott Bay
De Elliott Bay is een baai van de Puget Sound in de Amerikaanse deelstaat Washington. De baai ligt tegen de stad Seattle aan en heeft een oppervlakte van 21 km². In de Eliott Bay mondt de Duwamish uit. Aan deze rivier ligt de haven van Seattle, de op zeven na grootste haven van de Verenigde Staten in 2012.

## Geschiedenis
De Elliott Bay kreeg zijn naam tijdens de expeditie van Wilkes in 1841. Naar wie de baai vernoemd is, is niet bekend. Op de schepen van Charles Wilkes waren drie personen aanwezig met de naam Elliott, namelijk Jared Elliott, een parochievicaris, George Elliott, een scheepsjongen, en Samuel Elliott, een adelborst. Elliott Bay stond vroeger ook bekend als "Duwamish Bay" en "Seattle Harbor", maar nadat de baai als Elliott Bay in 1895 werd opgenomen door de United States Geological Survey, werden deze namen steeds minder gebruikt.
Voordat de eerste blanke ontdekkingsreizigers hier kwamen, woonden rond deze rivier de Duwamish. Zij hadden minimaal 17 dorpen in de huidige King County.